# HD 290327
HD 290327 é uma estrela na constelação de Orion. Desde 2009, sabe-se que há um planeta extrassolar orbitando-a.
| Planeta | Massa   | Semieixo maior (UA) | Período orbital (dias) | Excentricidade |
| ------- | ------- | ------------------- | ---------------------- | -------------- |
| b       | 2,54 MJ | 3,35                | 2443                   | ?              |